# Охорона здоров'я в Грузії
Охорона здоров'я у Грузії забезпечується системою загальної охорони здоров'я, за якою держава фінансує лікування переважно приватизованої системі медичних установ. У 2013 році набрання чинності універсальної програми охорони здоров'я дало поштовх до всеохопного медичного обслуговування, фінансованого державою, і покращило доступ до медичних послуг. Відповідальність за придбання медичних послуг, фінансованих державою, лежить на Агентстві соціального обслуговування.

## Історія
У 1921-1991 роках система охорони здоров'я Грузії була частиною радянської системи. До 1995 року система охорони здоров'я в Грузії була заснована на радянській моделі Семашка. Перше кардинальне змінення було здійснене в 1995 році, коли до бюджетних трансфертів додалися додаткові джерела фінансування: внески на обов'язкове медичне страхування (обов'язкові внески роботодавця та працівника — відповідно 3% і 1%), кошти, що виділялися на охорону здоров'я з територіальних органів влади, офіційна співоплата за медичні послуги, які не могли бути профінансовані державними програмами.
Обов'язкове соціальне медичне страхування було скасоване після Революції троянд у 2003-2004 роках. У 2003 році податок на соціальне страхування був замінений соціальним податком, який накопичувався в державному бюджеті, а з 2007 року уряд вирішив делегувати управління державними асигнуваннями на медичне страхування цільовим групам населення (малозабезпечені, вчителі, співробітники правоохоронних органів та військовослужбовці (або близько 40% населення)) приватним страховим компаніям, які стали покупцями медичних послуг для зазначених груп населення. Це означало, що частина населення не могла отримати доступ до медичного страхування. Держава зберігала контроль над кількома медичними закладами, що займалися психічними та інфекційними захворюваннями, а всі інші лікарні та клініки були приватизовані.
Запровадження загального охорони здоров'я було ключовим пріоритетом партії «Грузинська мрія», що прийшла до влади на виборах 2012 року. Вона встановила чинну систему охорони здоров'я Грузії з 2013 року.

## Поточна система охорони здоровʼя
З 2013 року відбулася радикальна зміна напрямку політики фінансування охорони здоров’я, оскільки новий уряд прийняв рух до загального охоплення медичними послугами, а не до цільових пільг.

## Статистичний огляд стану здоровʼя

### Тривалість життя
У 2018 році середня тривалість життя грузин становила 76,6 року, що трохи нижче середнього європейського показника, який становив близько 78 років (2014 рік). Середня тривалість життя становить 72,5 року для чоловіків і 80,9 року для жінок.

### Коефіцієнти народжуваності та смертності
У 2016 році загальний коефіцієнт фертильності становив 2,24 дитини на одну жінку. Коефіцієнт народжуваності становив 15,2 на 1000 живонароджень, а коефіцієнт смертності — 13,7 на 1000 живонароджень. У 2016 році коефіцієнт дитячої смертності становив 9,0 на 1000 живонароджень, а смертність дітей віком до 5 років — 10,7. Очікується, що до 2030 року показник материнської смертності знизиться до 12, а показник смертності дітей віком до 5 років — до 6,0. Материнська смертність становила 23,0 на 100 000 живонароджень у 2016 році. Незважаючи на те, що показники материнської та дитячої смертності залишаються високими у міжнародному порівнянні, вони неухильно знижуються.

### Захворювання та основні причини смерті
У Грузії, як і в більшості країн, основне навантаження смертності пов'язане з неінфекційними захворюваннями. Основними причинами смерті є захворювання системи кровообігу, новоутворення, захворювання дихальної системи, а також нещасні випадки та травми.
Лідируючі позиції у структурі захворюваності займають захворювання органів дихання, травної системи та системи кровообігу. Інфекційні захворювання залишаються джерелом серйозних проблем зі здоров'ям, особливо туберкульоз із множинною лікарською стійкістю.

## Організаційна структура охорони здоровʼя

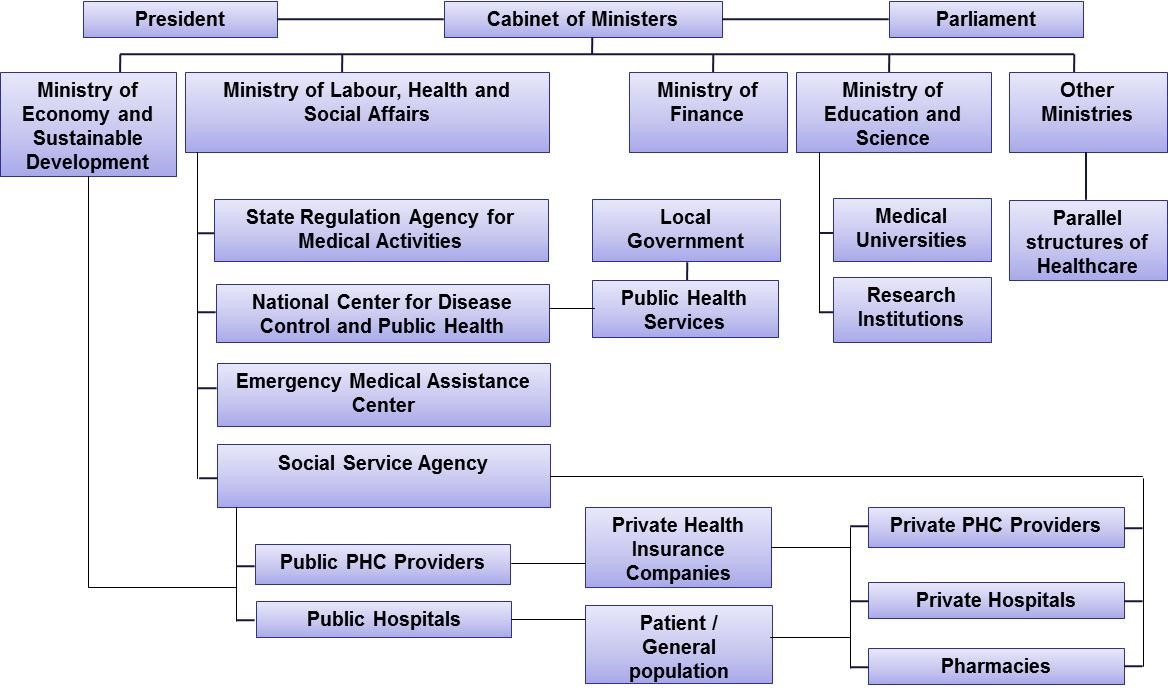
Організаційна структура системи охорони здоровʼя.

### Регулювання
Система охорони здоров'я в Грузії сильно децентралізована та була значною мірою приватизована в період з 2007 по 2012 рік. Нормативні положення також є дуже ліберальними, і Міністерство праці, охорони здоров'я та соціального захисту наразі працює над забезпеченням належної якості наданої допомоги.
У 2013 році запровадження універсальної програми охорони здоров'я дало поштовх до загального охоплення населення медичним обслуговуванням, фінансованим державою, та покращило доступ до послуг охорони здоров'я.
Наприкінці 2014 року урядом Грузії була затверджена Державна концепція системи охорони здоров'я Грузії на 2014-2020 роки «Обовʼязкове медичне страхування і управління якістю для захисту прав пацієнтів», яка представляє собою бачення розвитку системи охорони здоров'я, що включає основи розвитку сектору щодо принципів та цінностей, визнаних на міжнародному та національному рівнях.
Міністерство праці, охорони здоров'я та соціальних справ формально несе відповідальність за здоров'я населення, нагляд за системою охорони здоров'я, якість медичних послуг та справедливість щодо доступу до медичного обслуговування по всій території країни. Під державним контролем Міністерства знаходяться юридичні особи: «Агентство соціального обслуговування» (АСО), «Національний центр контролю захворювань та громадського здоров'я» (НЦКЗ), «Агентство державного регулювання медичної діяльності» (АДРМД) та «Центр координації ситуацій та екстреної допомоги» (ЦКСЕД). Адміністрування та управління державними програмами охорони здоров'я та соціального забезпечення здійснює АСО, яке є підвідомчим закладом у рамках Міністерства охорони здоров'я. Територіальні офіси АСО розташовані в 68 муніципальних утвореннях, у них працює понад 2000 осіб.
НЦКЗ – це юридична особа публічного права, підзвітна Міністерству праці, охорони здоров'я та соціального захисту, зі спеціальною рядком у державному бюджеті. НЦКЗ забезпечує національне лідерство у профілактиці та боротьбі з інфекційними та неінфекційними захворюваннями шляхом розробки національних стандартів та керівництв, зміцнення здоров'я, епіднагляду за хворобами, імунізації, лабораторних робіт, досліджень, надання експертних консультацій та реагування на надзвичайні ситуації у сфері громадського здоров'я. АДРМД формально відповідає за видачу та контроль ліцензій і дозволів для медичних закладів, регулювання діяльності медичних працівників та фармацевтичних препаратів.
ЦКСЕД забезпечує/координує якісну екстрену медичну та довідкову допомогу для покращення стану здоров'я населення під час стихійних лих та воєнного стану. ЦКСЕД діє в усіх муніципалітетах країни, крім столиці. На сьогодні до нього включено 85 медичних відділень. Після масштабної приватизації та децентралізації більшість постачальників на первинному та вторинному рівнях є приватними комерційними структурами з точки зору власності та управління. Багато з них вертикально інтегровані з приватними постачальниками медичного страхування та фармацевтичними компаніями. Розвиток професійних медичних асоціацій у Грузії все ще знаходиться на початковій стадії, хоча їх багато. З 2005 року основна діяльність професійних асоціацій полягала в підтримці міністерства в його зусиллях щодо розробки національних керівництв та протоколів клінічної практики.
Численні міжнародні партнери, такі як ВООЗ, ЮНІСЕФ, ЮНФПА, Світовий банк, USAID, ЄС, Глобальний фонд тощо, рішуче підтримують сектор охорони здоров'я у Грузії.

## Виноски
1. ↑  Georgia Public Expenditure Review (PDF). World Bank Group. 2017. Архів оригіналу (PDF) за 28 травня 2018.
2. ↑  Gamkrelidze et al. 2002. "Health Care Systems in Transition: Georgia." European Observatory on Health Care Systems. Vol.4, No.2.
3. 1 2  Chanturidze, et al. 2009. “Georgia: Health system review.” Health Systems in Transition
4. 1 2  Chanturidze, et al. 2009. “Georgia: Health system review.” Health Systems in Transition. World Bank Group. 2017. Georgia Public Expenditure Review
5. ↑  Middle East :: Georgia — The World Factbook - Central Intelligence Agency. Архів оригіналу за 16 жовтня 2015.
6. 1 2  LEPL “L. Sakvarelidze National Center for Disease Control and Public Health”. 2017. “Health Care Statistical Yearbook 2016”. Архів оригіналу за 11 квітня 2020.
7. ↑  World Bank Group. 2017. Georgia Public Expenditure Review (PDF). Архів оригіналу (PDF) за 28 травня 2018.
8. ↑  Government of Georgia. Decree N724, 26.12.2014. On Approval of Georgian Healthcare System State Concept 2014-2020 “Universal Healthcare and Quality Management for Protection of Patient Rights”
9. ↑  Ministry of Labour, Health and Social Affairs of Georgia. Архів оригіналу за 26 лютого 2021.
10. ↑  LEPL “Social Service Agency”. Архів оригіналу за 19 червня 2022.
11. ↑  LEPL “.Sakvarelidze National Center for Disease Control and Public Health”. Архів оригіналу за 11 квітня 2020.
12. ↑  LEPL “State Regulation Agency for Medical Activities (SRAMA). Архів оригіналу за 11 квітня 2020.